# Mamestra laeta
Mamestra laeta är en fjärilsart som beskrevs av Reuter. Mamestra laeta ingår i släktet Mamestra och familjen nattflyn. Inga underarter finns listade i Catalogue of Life.